# Peripsychoda baitabagensis
Peripsychoda baitabagensis és una espècie d'insecte dípter pertanyent a la família dels psicòdids.

## Descripció
- Mascle: ulls separats per 4 facetes de diàmetre; sutura interocular arquejada i engrossida al centre; vèrtex 3 vegades l'amplada del pont ocular i amb els costats arrodonits; occipuci lleument elevat en forma d'una petita projecció; front amb una àrea pilosa triangular; palps amb una densa pilositat; antenes de 0,81 mm de llargada i amb l'escap 1,5 vegades la mida del pedicel; tòrax sense patagi; ales d'1,47 mm de longitud i 0,55 mm d'amplada, clapades de marró i amb la vena subcostal acabant lliure (no pas unida a R1); fèmur més llarg que la tíbia.
- Femella: similar al mascle, però amb els ulls separats per 3,5-4 facetes de diàmetre; el lòbul apical de la placa subgenital molt ample, amb els costats una mica sinuats i l'àpex corbat a cada costat de la concavitat; espermateca més aviat petita i reticulada sobre la major part de la seua superfície; antenes de 0,53-0,60 m de llargària i ales d'1,35-1,50 mm de longitud i 0,47-0,55 mm d'amplada.[3]

## Distribució geogràfica
És un endemisme de Nova Guinea.